# Walmart de México y Centroamérica
Walmart de México y Centroamérica eller Walmex er den mexicanske og mellemamerikanske Walmart-division. Walmart de México y Centroamérica er de største division i Walmart uden for USA.
Pr. 30 april 2022 drev Walmart 2.784 detailhandelssteder i Mexico, det gælder Walmart Supercenter, Superama, Sam's Club, Bodega Aurrerá, Mi Bodega Aurrera, Walmart Express og Bodega Aurrerá Express.